# جليل (تتارستان)
دزهاليل (بالروسية: Джалиль) هي مدينة في جمهورية تتارستان في روسيا.
يبلغ عدد سكانها حوالي 14361 نسمة.